# Congrès mondial des partisans de la paix
Pour les articles homonymes, voir Congrès (homonymie).
Le Congrès mondial des partisans de la paix est la première rencontre entre plusieurs organisations européennes membres du mouvement de la paix, né l'année précédente en août 1948 à Wroclaw. Le congrès se tient du 20 au 25 avril 1949 en deux réunions, organisées simultanément : l'une se tient à Paris (salle Pleyel et meeting de clôture au stade Buffalo) ; l'autre, organisée à Prague, réunit les délégués du bloc de l'Est, auxquels les autorités françaises avaient refusé des visas. Ce congrès marque en quelque sorte la véritable naissance du Conseil mondial de la paix (CMP).
Le Mouvement de la paix est généralement considéré comme d'inspiration communiste et certains le définissent même directement comme une organisation communiste. Héritier idéal du mouvement des Combattants de la liberté, il a néanmoins à son sommet des éléments qui ne sont pas considérées comme des troupes de réserve de partis d'obédience soviétique, par exemple  Marthe Cousin du Parti Socialiste Unitaire, ou André Colleu, de la nouvelle gauche.

## Histoire
Début 1949, le bureau politique du Parti communiste de l'Union soviétique adopte une directive prévoyant l’organisation d’un Congrès, afin de mobiliser les opinions sur la lutte pour la paix.[réf. nécessaire]
Le congrès est organisé un peu plus d'un an après le coup communiste de Prague le 28 février 1948, qui renversa le gouvernement démocratiquement élu par un régime stalinien, en même temps que le blocus de Berlin qui avait été déclenché il y a 11 mois et en pleine préparation de l'explosion de la première bombe nucléaire soviétique le 29 août 1949. Le congrès suit, à quelques semaines de distance, la signature du traité instituant l'OTAN. Il se tient pendant qu'en Allemagne de l'Ouest se prépare la fondation de la République fédérale d'Allemagne le 23 mai 1949.
Le Conseil désigne le physicien communiste français Frédéric Joliot-Curie pour en exercer la présidence.
Le CMP est soutenu par de nombreuses autres organisations d’obédience communiste, comme la Fédération syndicale mondiale, la Fédération démocratique internationale des femmes (d’Eugénie Cotton) ou la Fédération mondiale de la jeunesse démocratique. Le symbole adopté par le congrès est la Colombe de la paix, œuvre du peintre Pablo Picasso, inscrit au Parti communiste français.
Le débat cherche à établir des objectifs à poursuivre pour obtenir la paix mondiale.
Immédiatement après le congrès, au cours duquel le thème de l'unification allemande a tenu une place de premier plan, se tiennent différentes réunions à Berlin (alors divisée entre les deux Allemagne) et Moscou pour donner vie au Congrès populaire pour l'unité et une paix juste, une formation dont Wilhelm Pieck attribue la paternité directement à Staline qui lui en aurait parlé lors de leur rencontre du 6 mai 1949.

## Inspirations politiques
Plongé dans une période de guerre froide opposant deux idéologies distinctes, le capitalisme déployé par les États-Unis, et le communisme prodigué par l’URSS ; ce congrès mondial des partisans pour la paix est principalement perçu d’inspiration communiste. En effet, le congrès fut l’initiative d’une directive du parti communiste de l’Union soviétique : Le Kominform , prévoyant de mobiliser les opinions sur la lutte pour la paix.
Le journal hebdomadaire « Pour une paix durable, pour une démocratie populaire » édité par le Kominform, répande à l’international sous dix-neuf langues différentes traite de la lutte pour la paix selon la perspective précise du parti communiste, tout en prônant le culte de Staline et de l’URSS. Le journal de propagande, de par sa portée internationale, a pour objectif d’influencer la sphère publique mondiale dans une perspective d’idéologie communiste critiquant le capitalisme et l’impérialisme des États-Unis autour de la lutte pour la paix mondiale.  Ainsi, « Pour une paix durable, pour une démocratie populaire » a permis au parti de se positionner comme « organe directeur » du Mouvement mondial des partisans de la paix, initié lors du Congrès mondial des partisans de la paix à Wowclam.

## Déclarations des personnalités
Frédéric Joliot-Curie est connu sur le plan international à l’époque du Congrès pour avoir déposé un Brevet d’invention de Perfectionnement aux charges explosives le 4 mai 1939. Ce brevet est considéré comme le dépôt intellectuel de la bombe atomique. La présidence de Frédéric Joliot-Curie envoie un message percutant à la communauté internationale dans la défense de la paix. La mise en avant et la prise de paroles de grandes personnalités issues des milieux politiques, scientifiques et intellectuels de l’époque, sont une stratégie de communication marquante adoptée par le Congrès.
En effet, durant le congrès, de multiples discours ont été prononcés réunissant plusieurs personnalités publiques : Fréderic Joliot Curie, Alexandre Fadeïev, Louis Aragon, Paul Robeson, le métropolite Nicolas, ou encore Gabriel d’Arboussier. Dans un contexte de guerre froide, ces orateurs se sont exprimés sur l’objectif principal de ce rassemblement : la paix mondiale. Sous l’image d’un engagement politique communiste et soviétique ; les différents orateurs renommés au sein de divers domaines comme la littérature, la musique, le cinéma, le sport ou la religion ont ainsi une grande influence sur plusieurs et différents publics à la fois. Ce qui explique le rayonnement de cet évènement sur la sphère publique mondiale touchée à la fois par les discours des élites, mais aussi qui peut s’identifier aux orateurs qui possèdent une légitimité dans leur domaine, ce qui leur justifie une légitimité dans leur discours, et, de fait, influence l’opinion publique. 
De plus, ce regroupement va édifier le comité permanent du congrès mondial des partisans de la paix et appelle de manière claire, sous la forme d’un manifeste, à « l’interdiction des armes atomiques », à « la limitation des forces armées des grandes puissances », ainsi qu’à « la lutte pour l’indépendance nationale ». De ce fait, la présidence du congrès, appuyée par les délégués se disent « résolus à gagner la bataille de la paix ».

## Communication écrite
Après le Congrès mondial des partisans de la paix, le comité exécutif a créé la revue « Les Partisans de la Paix » en 1949. Cette revue, publiée d’aout 1949 à novembre 1950 au travers de 20 numéros, expose l’objectif principal du Congrès : la paix contre la guerre. La diffusion de ce journal va permettre d’influencer la sphère publique au travers des messages inscrits dans les revues. 
Dans l’éditorial d’août 1949, le champ lexical de la guerre est largement utilisé pour parler des opposants avec leur « fureur », leurs « états-majors », leurs « bases d’assaut » et les mots guerriers comme « chair à canon », « champs de bataille » ou « bombe ». De par ses mots, l’objectif du journal était d’influencer l’opinion publique afin d’allier la population au Congrès mondial de la paix.  Les publications qui suivront reprendront ce thème central en y associant la lutte contre les armes nucléaires et la cessation de certaines guerres d’intervention. 

## Communication visuelle
À la formation du congrès mondial des partisans pour la paix, le souhait était d’amener cet évènement sur la scène internationale. Les stratégies de communication utilisées devaient, par conséquent, toucher un très large public multiculturel et multilingue. C’est pourquoi plusieurs stratégies de communication ont été mises en place. Notamment, l’affiche de l’évènement incarnée par la colombe de la paix, de l’artiste Pablo Picasso, une image universelle qui transcende les frontières, les langues et les cultures.  C’est le poète français Louis Aragon, membre du Parti communiste français, qui choisit cette symbolique en février 1949, deux mois avant l’ouverture du Congrès. Depuis la tenue de ce congrès, ce visuel a été largement utilisé et diffusé dans le monde entier. Cette image de communication perdure au 21e siècle, la colombe de Picasso étant toujours considérée comme le symbole de la paix.
De plus, après le rassemblement, le film documentaire « La bataille de la vie » réalisé par Louis Daquin en 1949, fut une stratégie de communication efficace. Celui-ci retrace l’évènement du Congrès mondial des partisans de la paix à Paris. En parallèle sont insérées des images du Congrès mondial des partisans de la paix à Prague. Ce documentaire met en avant la diversité des délégations présentes à l’évènement, transmettant un message d’universalité et d’internationalisation. Ce message démontre l’importance de la lutte pour la paix et influence le spectateur à intégrer l’envergure mondiale de ce sujet. Les images de ce film montrent les différents discours prononcés et les illustrations de paix et de guerre utilisées lors du Congrès afin de sensibiliser le public présent. Ce film a eu un grand succès en Pologne et a reçu, en 1950, la médaille d’or au Prix de la paix à Varsovie.

### Sources
- (it) Cet article est partiellement ou en totalité issu de l’article de Wikipédia en italien intitulé « Congresso mondiale della pace di Parigi » (voir la liste des auteurs).

- Cet article est partiellement ou en totalité issu de l'article intitulé « Conseil mondial de la paix » (voir la liste des auteurs).